# Odontoderus
Odontoderus is een geslacht van kevers uit de familie  
kniptorren (Elateridae).
Het geslacht is voor het eerst wetenschappelijk beschreven in 1894 door Schwarz.

## Soorten
Het geslacht omvat de volgende soorten:
- Odontoderus antigai (Buysson, 1895)
- Odontoderus gurjevae Orlov, 1995
- Odontoderus spinicollis Schwarz, 1894